# Ilie Daniel Popescu
Ilie Daniel Popescu (Reşita, 1º giugno 1983) è un ex ginnasta rumeno.

## Palmarès

### Olimpiadi
- 1 medaglia:
  - 1 bronzo (Atene 2004 nel concorso a squadre)

### Mondiali
- 1 medaglia:
  - 1 argento (Stoccarda 2007 nel volteggio)

### Europei
- 3 medaglie:
  - 1 argento (Volos 2006 nel concorso a squadre)
  - 2 bronzi (Losanna 2008 nel concorso a squadre; Losanna 2008 nel volteggio)